# Corystosiren
Corystosiren is een geslacht van uitgestorven doejongachtigen uit het Vroeg-Plioceen in het noordelijke deel van de Caribische Zee.

## Fossiele vondsten
Fossielen van Corystosiren zijn gevonden in de Bone Valley-formatie in Florida en in de Carrillo Puerto-formatie op het Mexicaanse schiereiland Yucatán. De vondsten dateren uit het Zanclien, 5,3 tot 3,6 miljoen jaar geleden.

## Kenmerken
Corystosiren was circa 330 centimeter lang. Deze doejongachtige had grote slagtanden en voedde zich met zeegras. Corystosiren leefde samen met diverse andere doejongs, zoals Dioplotherium en Nanosiren garciae. Door verschil in lichaamsgrootte en aspecten van de slagtanden hadden de verschillende doejongs een ander voedingspatroon, waardoor er weinig competitie was.